# Филит Синадин
 Филит Синадин (на средногръцки: Φιλητός ὁ Συναδηνός) е византийски граждански чиновник от втората половина на X и началото на XI век – първият известен представител на аристократичната фамилия Синадини, заемал висши постове в държавния апарата на империята, – автор на няколко съхранени писма, които съдържат ценни сведения за военно-административните преобразования в източните провинции на империята в началото на XI век.
Филит Синадин произхожда от знатен малоазийски род. Патронима си вероятно полуава от града, от който произхожда – Синада във Фригия, тема Анатоликон. Към средата на X век вече е бил част от бюрократичния елит на Константинопол. Основен източник за живота му са неговите писма, от които става ясно, че Филит е осиротял рано, но въпреки това е получил достатъчно добро образование, и то под настойничеството на прочутия агиограф и писател Симеон Метафраст. От млади години е приятел с Никифор Уран, който прави блестяща военна кариера при император Василий II, и с хартофилакса на „Света София“ Йоан, който по-късно става патриарх на Антиохия.
В Константинопол Филит достига високо положение, но около 1000 г. по неизвестни причини изпада в немилост. Благодарение на личното ходатайство на Никифор Уран по-късно Филит получава назначение на маловажната длъжност критий (съдия) в провинциален Тарс, Киликия. Тарс и околностите му са завладени от византийските войски през 965 г., след което мюсюлманското население започва да се изселва от Киликия, поради което за няколко години областта се обезлюдява. Назначението на Филит в Тарс съвпада със започналото в началото на XI век масово заселване на гръцки, сирийски и арменски стратиоти в Киликия, а от съдържанието на писмата му става ясно, че сред задълженията му на критий са били и грижите по настаняването и изпълнението на военните задължения на селяните и техните семейства. Изхождайки от факта, че в писмата си Синадин описва предимно задължения, които не са типични за съдебен служител, руският изследовател Антон Сергеевич Мохов предполага, че в периода 1000 – 1007 г., когато Филит Синадин е служил в Киликия, той не е изпълнявал единствено задълженията на съдия на Тарс, а по-скоро е съвместявал длъжност в съдебното ведомство на Тарс с друга административна длъжност – най-вероятно тази на императорски куратор в областта.
Запазени са три моливдовула, чийто притежател е идентифициран като Филит Синадин. Върху най-ранния от тях – от периода X – XI век, – който се съхранява в колекцията на Дъмбартън Оукс, той е споменат като императорски протоспатарий на Хризотриклиния (βασιλικῷ πρωτοσπαθαρίῳ ἐπὶ τοῦ Χρυσοτρικλίνου) и куратор на Елевтерион (κουράτορι τῶν Ἐλευθερίου), който се е занимавал със снабдяването на императорския двор с продоволствия. Сходен по датировка и стил е и вторият печат, който е намерен през 1963 г. близо до Преслав и е обнародван от Иван Йорданов. Върху него Филит Синадин се споменава като протоспатарий на Хризотриклиния и препозит на идика (ἐπὶ τοῦ είδικοῦ λόγου) – изключително висока позиция в граждандката администрация на империята, която някои свързват с управлението на личното съкровище на императора. Според Мохов тези два печата, поради сходствата помежду им и съвпадащата датировка, най-вероятно са принадлежали на Филит Синадин и отразяват различните етапи от служебното му израстване в столичната администрация, преди да изпадне в немилост и да бъде изпратен за съдия в Тарс. Известен е трети моливдовул на патрикий Филит Синадин, открит край Поморие и датиран от първата половина на XI век, който се съхранява в Националния археологически институт в София. Според същия учен този печат отразява един доста по-късен етап от кариерата на Филит Синадин.
Литературното наследство на Филит Синадин е скромно – тринадесет писма, включени в ръкопис от началото на XIII век, от архива на манастира Свети Йоан Богослов на остров Патмос (Patmos 706). Писмата на Филит са издадени през 1960 г. от Жан Дарузе, който отбелязва, че част от посланията са били унищожени, но успява да датира съхранените от периода 1000 – 1006 г. От тях шест писма са адресирани до дука на Антиохия Никифор Уран, три – до антиохийския патриарх Йоан III (996 – 1022), едно – до стратега на Мелитина, патрикий Никифир Валамит, и още три – до неизвестен адресат.